# Autobahnkreuz Wünnenberg-Haaren
Das Autobahnkreuz Wünnenberg-Haaren (Abkürzung: AK Wünnenberg-Haaren; Kurzform: Kreuz Wünnenberg-Haaren) ist ein Autobahnkreuz in Nordrhein-Westfalen in Ostwestfalen-Lippe. Es verbindet die Bundesautobahn 44 (Aachen – Dortmund – Kassel; E 331) mit der Bundesautobahn 33 (Osnabrück – Paderborn).

## Geographie
Das Autobahnkreuz liegt auf dem Stadtgebiet von Bad Wünnenberg im Kreis Paderborn. Nächstgelegene Stadtteile sind Haaren und Helmern. Die umliegenden Städte und Gemeinden sind Büren, Salzkotten, Lichtenau und Borchen. Es befindet sich etwa 15 km südlich der Paderborner Innenstadt, etwa 60 km nordwestlich von Kassel und etwa 90 km östlich von Dortmund.
Der Flughafen Paderborn/Lippstadt liegt nur wenige Kilometer nordwestlich des Kreuzes.
Zudem befindet es sich unweit des Naturparks Teutoburger Wald/Eggegebirge.
Das Autobahnkreuz Wünnenberg-Haaren trägt auf der A 33 die Anschlussstellennummer 31, auf der A 44 die Nummer 61.

## Geschichte
Es wurde 1972 für den Verkehr freigegeben und diente zunächst der Anbindung der Bundesstraße 480 Paderborn–Brilon, die in diesem Bereich auf einigen Kilometern autobahnartig ausgebaut wurde. In den 1980er Jahren wurde dieser Abschnitt der B 480 zur A 33.

## Bauform und Ausbauzustand
Die A 33 ist vierstreifig ausgebaut, die A 44 ebenfalls. Die Verbindungsrampen sind einspurig ausgeführt.
Das Autobahnkreuz wurde als Kleeblatt angelegt, wobei die A 44 die A 33 rechtwinklig überquert.

## Verkehrsaufkommen
Das Kreuz wird täglich von rund 70.000 Fahrzeugen befahren.
| Von                      | Nach                           | Durchschnittliche tägliche Verkehrsstärke | Anteil Schwerlastverkehr |
| ------------------------ | ------------------------------ | ----------------------------------------- | ------------------------ |
| AS Borchen-Etteln (A 33) | AK Wünnenberg-Haaren           | 34.600                                    | 18,4 %                   |
| AK Wünnenberg-Haaren     | L 754 (Bad Wünnenberg) (B 480) | 12.400                                    | 10,2 %                   |
| AS Büren (A 44)          | AK Wünnenberg-Haaren           | 38.700                                    | 24,4 %                   |
| AK Wünnenberg-Haaren     | AS Lichtenau (Westf.) (A 44)   | 51.600                                    | 24,7 %                   |